# 齊長公主
齐长公主（?—?），是三国时期曹魏魏明帝曹睿的女儿。史书对齐长公主的记载，都是关于她的两次婚姻。
第一次婚姻是嫁给曹魏中书令李丰之子李韬。李丰因反对司马师被杀，夷三族，齐长公主三子被赦免，但丈夫李韬仍被赐死狱中。她可能是在此之后又嫁给任恺。任恺在西晋初年为吏部尚书。贾充、荀顗、冯紞对晋武帝报告任恺逾制使用皇帝的食物器皿。经查证，得知那些御用器皿都是齐长公主在曹魏时获赐的，但任恺还是被免官。